# Parco regionale del Taburno - Camposauro
Il parco regionale del Taburno - Camposauro è un'area naturale protetta della Campania istituita legalmente nel 1993 e la cui gestione è entrata in attività a partire dal 2002.
Occupa una superficie di 12370 ha sul massiccio del Taburno Camposauro nella provincia di Benevento e comprende i comuni di Bonea, Bucciano, Cautano, Foglianise, Frasso Telesino, Melizzano, Moiano, Montesarchio, Paupisi, Sant'Agata De' Goti, Solopaca, Tocco Caudio, Torrecuso e Vitulano.

## Fauna
La fauna del parco costituisce una delle più varie della Campania, si osservano infatti:

### Anfibi
La presenza di anfibi nel territorio del parco è relativamente scarsa a causa della povertà di acque superficiali.
Il rospo comune (Bufo bufo) è più diffuso, il rospo smeraldino (Bufotes viridis) un po' più raro, presente nei pressi dei canaloni che scendono a valle. A livello delle sorgenti e delle zone umide in quota più bassa è presente la raganella italiana (Hyla intermedia) mentre, invece, un po' ovunque nelle faggete e lungo pozze, sorgenti e torrenti, si trova la rana appenninica (Rana italica).
È invece dubbia e da approfondire la presenza di alcune specie diventate piuttosto rare nell'intero territorio italiano: ululone appenninico (Bombina pachypus), tritone italiano (Lissotriton italicus), salamandrina dagli occhiali (Salamandrina terdigitata) e salamandra pezzata (Salamandra salamandra gigliolii), con le ultime due endemiche degli Appennini.

### Rettili
I serpenti sono ben rappresentati, anche se ne sono da approfondire distribuzione e consistenza degli areali. È nota la presenza di: cervone (Elaphe quatuorlineata), saettone (Zamenis longissimus o Z. lineatus), natrice dal collare barrata (Natrix helvetica), vipera (Vipera aspis) e biacco (Hierophis viridiflavus). I sauri annoverano un maggior numero di specie, nonché quelle più frequenti del parco: lo sono geco comune (Tarentola mauritanica), geco verrucoso (Hemidactylus turcicus), lucertola campestre (Podarcis siculus), ramarro occidentale (Lacerta bilineata). Meno frequente la lucertola muraiola (Podarcis muralis), sensibile all'antropizzazione. Da verificare le presenze di luscengola comune (Chalcides chalcides) e orbettino italiano (Anguis veronensis).

### Uccelli
Il mosaico di habitat costituito da boschi (alcuni anche in un buono stato di naturalità), prati, rocce e coltivazioni offre sia rifugio che nutrimento e permette di avere una popolazione di volatili ben rappresentata. Dal lato dell'antropizzazione, la presenza dei borghi collinari e lo stile di vita in armonia con il territorio favoriscono specie dall'ecologia più plastica. Sono state osservate all'inicrca 94 specie, di cui 75 nidificanti, tra certe, probabili e possibili, e 18 migratrici e svernanti. Tra le specie nidificanti, 51 sono residenti (presenti per tutto l'anno) e 24 sono migranti, che raggiungono il parco in primavera per riprodursi.
Nel parco si trovano diverse specie di rapaci ed è possibile avvistarne altre dalle quote più alte. I rapaci diurni più diffusi sono: poiana (Buteo buteo), sparviere (Accipiter nisus), falco pecchiaiolo (Pernis apivorus), gheppio (Falco tinnunculus) e pellegrino (Falco peregrinus), a cui si potrebbe aggiungere il biancone (Circaetus gallicus), probabilmente nidificante nel nell'area. Lodolaio (Falco subbuteo) e nibbio bruno (Milvus migrans) frequentano il territorio solo nei periodi della migrazione. Tra i rapaci notturni, la civetta (Athene noctua) è diffusa sia nelle aree
antropizzate che boschive, l'allocco (Strix aluco) solo in quest'ultime. Nelle zone agricole si trovano assiolo (Otus scops) e barbagianni (Tyto alba), in media montagna il gufo comune (Asio otus).
Le aree boschive in buono stato di conservazione dal punto di vista naturalistico favoriscono la presenza di specie che si nutrono di insetti xilofagi come picchio verde (Picus viridis) e picchio rosso maggiore (Dendrocopos major). Nell'intero territorio del parco si trovano in popolazioni consistenti uccelli dalla spiccata adattabilità ecologica, quali merlo (Turdus merula), cinciallegra (Parus major), fringuello (Fringilla coelebs), verdone (Chloris chloris), cardellino (Carduelis carduelis), scricciolo (Troglodytes troglodytes), gazza (Pica pica), cornacchia grigia (Corvus cornix), codibugnolo (Aegithalos caudatus), capinera (Sylvia atricapilla), cinciarella (Cyanistes caeruleus) e cinciallegra (Parus major).
Negli ambienti urbani si trovano favorite specie come passera d'Italia (Passer italiae), rondone (Apus apus), balestruccio (Delichon urbicum) e tortora dal collare (Streptopelia decaocto). Negli ambienti forestali, invece, specie dove ci siano radure, sono comuni picchio muratore (Sitta europaea), pettirosso (Erithacus rubecula), luì piccolo (Phylloscopus collybita), fiorracino (Regulus ignicapilla), rampichino (Certhia brachydactyla) e ghiandaia (Garrulus glandarius). Nidificano in aree boscate, specialmente faggete e l'abetina di abete bianco della foresta demaniale, anche cincia mora (Periparus ater) e cincia bigia (Poecile palustris), più rara. Terreni agricoli e aree aperte in generale sono di preferenza per upupa (Upupa epops), averla piccola (Lanius collurio), passera mattugia (Passer montanus), verzellino (Serinus serinus), zigolo nero (Emberiza cirlus) e strillozzo (Emberiza calandra). Ambienti rupestri, prati e pascoli di quota sono sorvolati da corvo imperiale (Corvus corax), allodola (Alauda arvensis), codirosso spazzacamino (Phoenicurus ochruros) e rondini (Hirundinidae).
In inverno e nei periodi migratori di primavera e autunno si osservano molte altre specie che non nidificano, tra cui beccaccia (Scolopax rusticola), tordo sassello (Turdus iliacus), storno (Sturnus vulgaris), pispola (Anthus pratensis, lucherino (Spinus spinus). Il colombaccio (Columba palumbus) è sia migratore svernante regolare che residente nidificante ed è comune nelle aree boschive, come il cuculo (Cuculus canorus), comune in tarda primavera ed estate. Molto caratteristico negli ambienti di quota è il migratore nidificante prispolone (Anthus trivialis), mentre preferiscono aree aperte ricche di cespugli codirosso (Phoenicurus phoenicurus), saltimpalo (Saxicola torquatus) e averla piccola (Lanius collurio). È infine da accertare la presenza e definirne lo status fenologico per il picchio rosso minore (Dryobates minor).

### Mammiferi
Principali rappresentanti dei mammiferi sono roditori (Rodentia) e chirotteri (Chiroptera, rappresentati dalle famiglie dei Rhinolophidae e Vespertilionidae). Questi ordini sono predominanti a causa dell'elevata pressione antropica sulle quote basse del massiccio, che insieme alla presenza di infrastrutture stradali attorno ad esso ha determinato l'estinzione o una forte rarefazione di diverse specie.

#### Roditori
L'ambiente submontano, grazie anche a ghiande e altri frutti dei querceti e dei boschi misti, è l'habitat di moscardino (Muscardinus avellanarius).
La faggeta è habitat tipico di ghiro (Glis glis), campagnolo rossastro (Myodes glareolus) e topo selvatico dal collo giallo (Apodemus flavicollis). Le sponde dei corsi d'acqua costituiscono invece un habitat ideale per l'arvicola (Arvicola amphibius). La presenza antropica, con l'attività agricola, favorisce invece molte altre specie, come l'arvicola di Savi (Microtus savii) e il topo, sia selvatico (Apodemus sylvaticus) che domestico (Mus musculus).

#### Eulipotifli
Tra gli eulipotifli (Eulipotyphla) sono presenti talpe, ricci e toporagni (Soricidae), che sono abbastanza diffusi. Tra le varie specie di toporagno si annoverano il toporagno nano (Sorex minutus), quello comune (Sorex araneus) e quello italico (Sorex samniticus), aventi una certa adattabilità ecologica che permette loro di vivere sia in ambienti montani che in aree antropizzate; ancora, tra i soricidi, sono presenti la crocidura a ventre bianco (Crocidura leucodon), la crocidura minore (Crocidura suaveolens) e il mustiolo (Suncus etruscus).
È molto diffuso soprattutto nelle zone boschive (faggete di quota e nella fascia submontana) il riccio (Erinaceus europaeus). Talpa romana (Talpa romana) e talpa cieca (Talpa caeca), specie di talpidi più diffuse del Meridione, hanno qui un elevato tasso riproduttivo e mostrano anche una certa allopatria (sono cioè diffusi in aree diverse), con quella cieca più diffusa sopra i 700 m di quota.

#### Carnivori
Tra i Carnivora, è presente il tasso (Meles meles), con abitudini crepuscolari, la volpe è estremamente diffusa grazie ad un'ampia e varia dieta, che la rende adattabile a diversi tipi di ambienti. Sono stati osservati popolamenti di faina (Martes foina) e donnola (Mustela nivalis), mentre è incerta la presenza della martora (Martes martes). È invece stata verificata nel 2020 la presenza del lupo in nucleo stabile. Il canide può fare affidamento su una consistente popolazione di cinghiali, attribuibili ad una sottospecie proveniente dall'Europa centro-orientale ed immessi nel territorio a scopo venatorio.

#### Lagomorfi
Similmente a quanto avvenuto per il cinghiale, la lepre è presente nel parco con la specie Lepus europaeus mentre andrebbe favorita Lepus corsicanus, specie autoctona dell'Appennino. La lepre, insieme all'abbondanza di roditori, incoraggerebbe poi il ritorno del gatto selvatico (Felis silvestris), attualmente non presente, poiché i vari ambienti disponibili, dalla gariga alla faggeta di quota, costituiscono il mosaico di habitat necessari all'insediamento della specie. 

### Insetti
Lepidotteri (Lepidoptera), fondamentali come impollinatori, tra cui arge (Argidae), polissena (Zerynthia polyxena), farfalle comuni come macaone (Papilio machaon), podalirio (Iphiclides podalirius), vanessa io (Aglais io), atalanta (Vanessa atalanta), cavolaia maggiore (Pieris brassicae), egea (Polygonia egea), megera (Lasiommata megera) e cecilia (Pyronia cecilia) ed altre specie come cerambice della quercia (Cerambyx cerdo), cervo volante (Lucanus cervus) e Lucanus tetraodon

## Sentieri
Il parco è attraversato dal Sentiero Italia CAI con le tappe S16 Bucciano – Piano di Prata e S17 Piano di Prata – Telese, con le quali dalla valle Caudina si risale il Taburno, se ne aggira la vetta, si prosegue tra le varie cime del sottogruppo meridionale, si scende alla piana di Prata per risalire nella parte ovest del gruppo settentrionale e poi scendere ancora in pianura nella valle Telesina.
All'interno del parco si possono seguire vari percorsi, tra tradizioni, arte e storia locale. Tra questi gli itinerari turistici tra i vari comuni del parco sono:
- La via dei Mulini: segue il percorso segnato dalle acque superficiali e dal loro sfruttamento in mulini, sia ruderi che ancora attivi, e fontane; da Tocco Caudio attraversa Cacciano di Cautano, arriva a Vitulano e risale sul gruppo del Camposauro, dove in località santa Barbara si divide in due rami, uno verso la fontana Trinità e l'eremo di san Michele in Camposcuro e l'altro verso il crinale con il belvedere sulla valle Telesina.[15]
- La via del Borgo: segue un breve ma denso percorso nel centro storico di Sant'Agata de' Goti, borgo bandiera arancione del TCI, alla visita di architetture religiose, civili e luoghi alfonsiani.[16]
- La via del Grano: segue il percorso ad anello della sfilata che si tiene il 16 agosto tra le strade di Foglianise per celebrare la festa del grano.[17]
- La via dei Briganti: partendo da Laiano, segue una strada asfaltata tra le contrade di Sant'Agata de' Goti, che diventa poi sentiero di montagna nel gruppo del Taburno; raggiunge la piana dei dieci Faggi e la "caserma reale", in passato rifugio di briganti.[18]
- La via del Vino: decisamente più lunga delle precedenti, segue un percorso tra vari comuni del parco a visitare paesaggi, vigneti e cantine dove si ha il cuore delle produzioni enologiche della sottozona Taburno, con aglianico e falanghina del Taburno (DOCG e DOC) a costituire i prodotti di maggior pregio; parte da Paupisi, tocca Torrecuso e giunge a Foglianise con la Cantina del Taburno, torna in valle Telesina attraverso una strada montana nel sottogruppo montuoso del Camposauro per scendere a Solopaca (sottozona Solopaca della denominazione Sannio), raggiunge Frasso Telesino e Sant'Agata de' Goti (sottozona Sant'Agata de' Goti della denominazione Sannio) per arrivare infine a Bonea, origine delle marze di falanghina poi piantate in zona.[19]

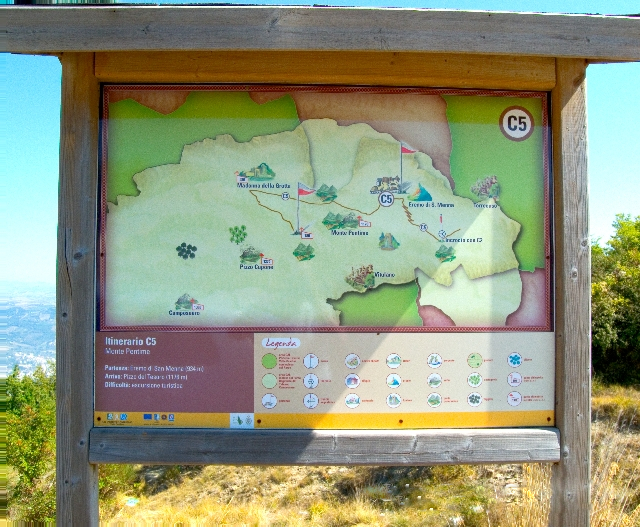
Cartellonistica con le indicazioni per l'itinerario C5

I sentieri veri e propri raggiungono dal gruppo del Taburno il campo carsico di Cepino e dal gruppo del Camposauro un simile pianoro carsico e sono:
- sentiero T1: porta da Tocco Caudio a campo Cepino
- sentiero T2: porta da Campoli del Monte Taburno a campo Cepino
- sentiero T3: porta da Laiano a campo Cepino
- sentiero T4: porta da Frasso Telesino a campo Cepino
- sentiero C1: porta da Cautano al pianoro di Camposauro
- sentiero C2: porta da Torrecuso e Vitulano al pianoro di Camposauro
- sentiero C3: porta da Solopaca al pianoro di Camposauro
- sentiero C4: porta da Frasso Telesino al pianoro di Camposauro
- sentiero C5: porta dall'eremo di San Menna al pizzo del Tesoro